# Кубок домашних наций 1902
Кубок домашних наций 1902 (англ. 1902 Home Nations Championship — Чемпионат домашних наций 1902) — 20-й в истории регби Кубок домашних наций, прародитель современного регбийного Кубка шести наций. Турнир прошёл с января по март. Единоличным чемпионом Кубка домашних наций в 3-й раз в своей истории стал Уэльс, завоевавший и в третий раз Тройную корону; действовавшие чемпионы в лице сборной Шотландии проиграли все три встречи, досрочно сложив чемпионские полномочия.

## Итоговая таблица
| Место | Сборная   | Игры    | Игры   | Игры  | Игры      | Очки в матчах* | Очки в матчах* | Очки в матчах* | Очки в турнире** |
| Место | Сборная   | Сыграно | Победы | Ничьи | Проигрыши | Забито         | Пропущено      | Разница        | Очки в турнире** |
| ----- | --------- | ------- | ------ | ----- | --------- | -------------- | -------------- | -------------- | ---------------- |
| 1     | Уэльс     | 3       | 3      | 0     | 0         | 38             | 13             | +25            | 6                |
| 2     | Англия    | 3       | 2      | 0     | 1         | 20             | 15             | +5             | 4                |
| 3     | Ирландия  | 3       | 1      | 0     | 2         | 8              | 21             | −13            | 2                |
| 4     | Шотландия | 3       | 0      | 0     | 3         | 8              | 25             | −17            | 0                |

*В этом сезоне очки начислялись по следующим правилам: попытка — 3 очка, забитый после попытки гол — 2 очка, дроп-гол и гол с отметки — 4 очка, гол с пенальти — 3 очка.

**Два очка за победу, одно за ничью, ноль за поражение.

## Сыгранные матчи
- 11 января 1902, Лондон: Англия 8:9 Уэльс
- 1 февраля 1902, Кардифф: Уэльс 14:5 Шотландия
- 8 февраля 1902, Лестер: Англия 6:3 Ирландия
- 22 февраля 1902, Белфаст: Ирландия 5:0 Шотландия
- 8 марта 1902, Дублин: Ирландия 0:15 Уэльс
- 15 марта 1902, Эдинбург: Шотландия 3:6 Англия